# Bundesverband der Vertriebsmanager
Der Bundesverband der Vertriebsmanager e. V. (Die Vertriebsmanager) ist ein Berufsverband mit Sitz in Berlin.
Der Bundesverband der Vertriebsmanager ist eine berufsständische Vereinigung der Vertriebsmanager in Deutschland und hat rund 1.200 persönliche Mitglieder. Er sieht sich damit als größten Verband des Vertriebsmanagements in Deutschland. Der Verband definiert die berufsständischen Interessen der Vertriebsmanager, engagiert sich in der Aus- und Weiterbildung und organisiert den Meinung- und Erfahrungsaustausch innerhalb der Berufsgruppe.

## Gründung
Die Vertriebsmanager wurden 2013 in Berlin gegründet. Der Verband finanziert sich nach eigenen Angaben seit seiner Gründung ausschließlich aus Mitgliedsbeiträgen.

## Organisation

### Mitgliederversammlung
Wie bei eingetragenen Vereinen üblich, ist das oberste Gremium die Mitgliederversammlung. Dort sind alle Vollmitglieder sitz- und stimmberechtigt. Anwesend sein dürfen ebenfalls die Förderpartner, Sales Professionals, Young Sales Professionals und die Wissenschaftlichen Beiräte, die jedoch nicht stimmberechtigt sind.

### Präsidium
Das ehrenamtliche Präsidium besteht derzeit aus 10 Personen:
- Präsidentin Christina Riess
- geschäftsführende Vizepräsidentin Heike Leise
- Schatzmeister Alastair Bruce
- Vizepräsidentin Content Management Ann-Kathrin de Moy
- Vizepräsident Local Hubs Patrick Minßen
- Beisitzer: Armin Herdegen, Thomas Lang, Marianne Sörensen, Heinz-Georg Geissler, Marvin Brundtke, Konstantin Straßel
- Laut Satzung können maximal acht Beisitzer im Gremium sein.

Alle Mitglieder des Präsidiums sind ehrenamtlich im Präsidium vertreten und arbeiten hauptamtlich als Führungskräfte mit vertrieblicher Funktion. Das Präsidium führt die Geschäfte des Verbandes und erledigt alle Verwaltungsaufgaben.

### Gesamtvorstand
Der Gesamtvorstand setzt sich aus dem Präsidium sowie den Leitern der Local Hubs und Expert Hubs zusammen.

### Local Hubs
Der Verband ist in 6 Regionen (Local Hubs) organisiert:
- Nord
- Ost
- Süd
- Mitte
- Süd-West
- West

Die ständigen Local Hubs werden von ehrenamtlichen Teams geführt; sie dienen der lokalen Vernetzung und Weiterbildung der Mitglieder.

### Expert Hubs
Die Expert Hubs dienen dem fachthemen-bezogenen Austausch der Mitglieder. Sie dienen der Wissensteilung, als Denkfabrik und Wissensvermittlung.
Es gibt folgende Gruppen, die einen detaillierteren Themenschwerpunkt besitzen oder ein besonderes Fokusthema des Verbandes vertreten:
- Zukunftsfähigkeit
- Sales & Marketing
- Führen & Fördern
- Change & Transformation
- Steuerung & Tools
- Corporate Communication
- Wissenschaft

Auch die Leitungen und ihre Teams arbeiten ehrenamtlich und werden vom Präsidium ernannt. In der Regel bringen diese Ehrenamtlichen eine berufliche Expertise oder sonstige weitreichende Erfahrungen mit.

### Funktionsträger, Arbeitsweise, Struktur
Die Betreuung der Mitglieder erfolgt durch ehrenamtliche Funktionsträger. Diese sorgen einerseits durch regionale Vernetzung für einen branchenübergreifenden Austausch, andererseits durch themenbezogene Vernetzung für einen überregionalen Austausch. Bundesweite Veranstaltungen finden ebenfalls statt; zu manchen dieser Veranstaltungen sind auch Nicht-Mitglieder eingeladen.
Die Bundesgeschäftsstelle unterstützt den Vorstand und die Funktionsträger mit der Organisation der Events. Sie ist zudem der Schnittpunkt zu politischen und medialen Akteuren.

### Mitgliedschaft
Es werden verschiedene Arten von Mitgliedschaften unterschieden.
Vollmitglied können nur Vertriebsmanager (natürliche Personen) im Sinne der Beitragsordnung werden. Als Vertriebsmanager gelten dabei Berufsträger, die im Bereich Vertrieb arbeiten und Personal- und/oder Budgetverantwortung tragen, dabei jedoch nicht für Dritte beratend tätig sind.
Aufsteigende Vertriebsmitarbeitende und Berufsbeginnende können für bis zu 8 Jahre eine Mitgliedschaft als Young Sales Professional (YSP) und/oder Sales Professional (SP) beantragen.
Aus dem Berufsfeld ausgestiegene Mitglieder können dem Verband als Alumni-Mitglieder erhalten bleiben.
Für juristische Personen oder fachfremde natürliche Personen, die den Verband in seiner Arbeit fördern möchten, gibt es die Förderpartnerschaft.

## Publikationen
Des Weiteren erscheinen gelegentlich Artikel mit engagierten Mitgliedern oder Funktionsträgern in (Fach-)Zeitschriften, Magazinen oder auf Online-Plattformen.